# Coloquinte
Taxons concernés
Espèces de Cucurbitaceae et fruits de ces espèces
- la coloquinte vraie, Citrullus colocynthis
- mais aussi des petites courges ornementales du genre Cucurbita, notamment
  - Cucurbita pepo
  - Cucurbita argyrosperma,
- ou des calebasses, Lagenaria siceraria.modifier

Le mot « coloquinte » est un nom vernaculaire ou commercial ambigu qui peut désigner, en français, plusieurs espèces différentes de plantes de la famille des Cucurbitaceae.

## Coloquinte vraie

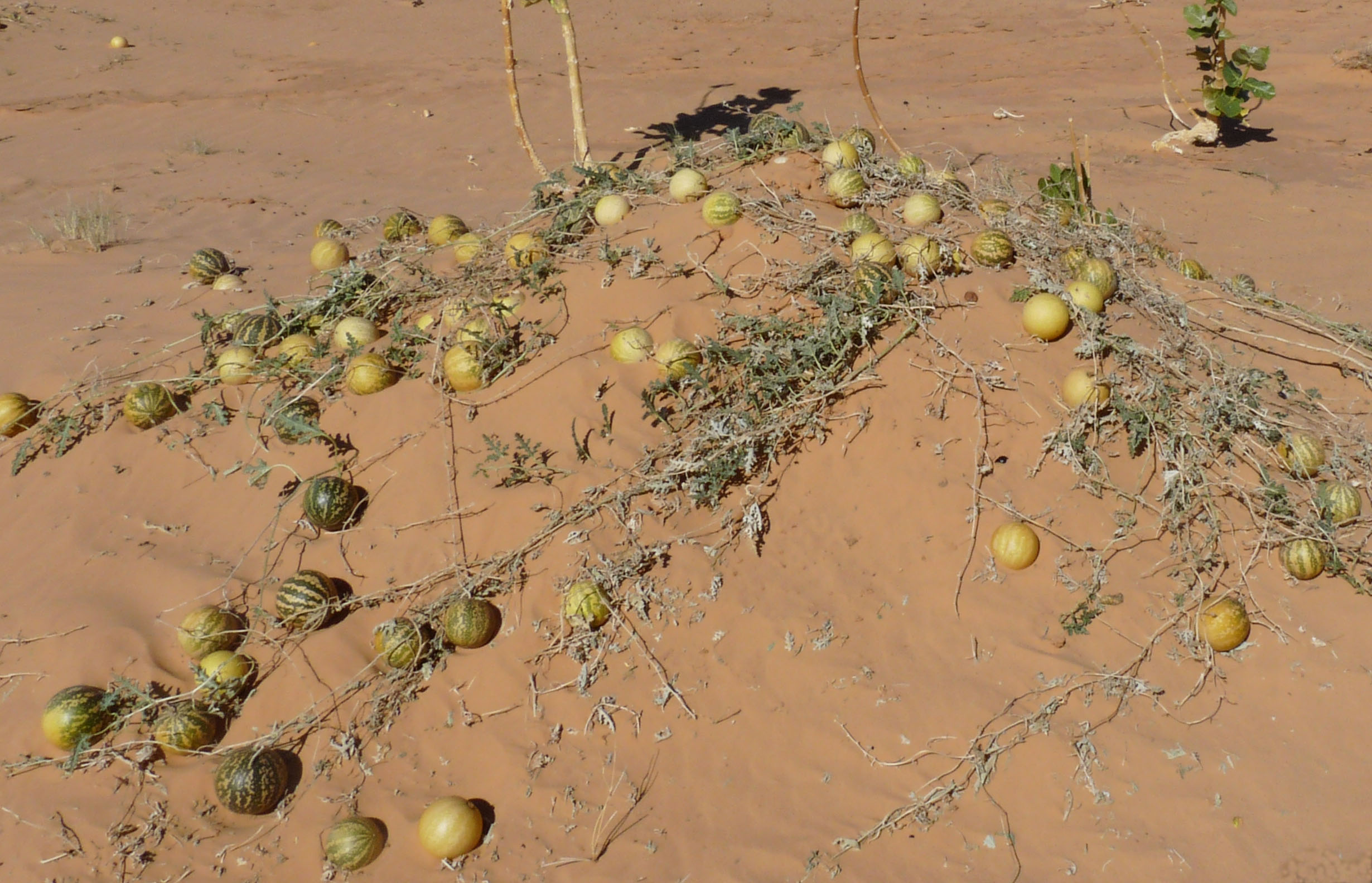
Champ de Citrullus colocynthis à différents stades de maturation

Citrullus colocynthis, la coloquinte vraie ou coloquinte officinale, est une espèce originaire d'Afrique, cultivée en Afrique du Nord, en Europe de l’ouest et en Inde pour ses propriétés médicinales.

## Coloquintes ornementales

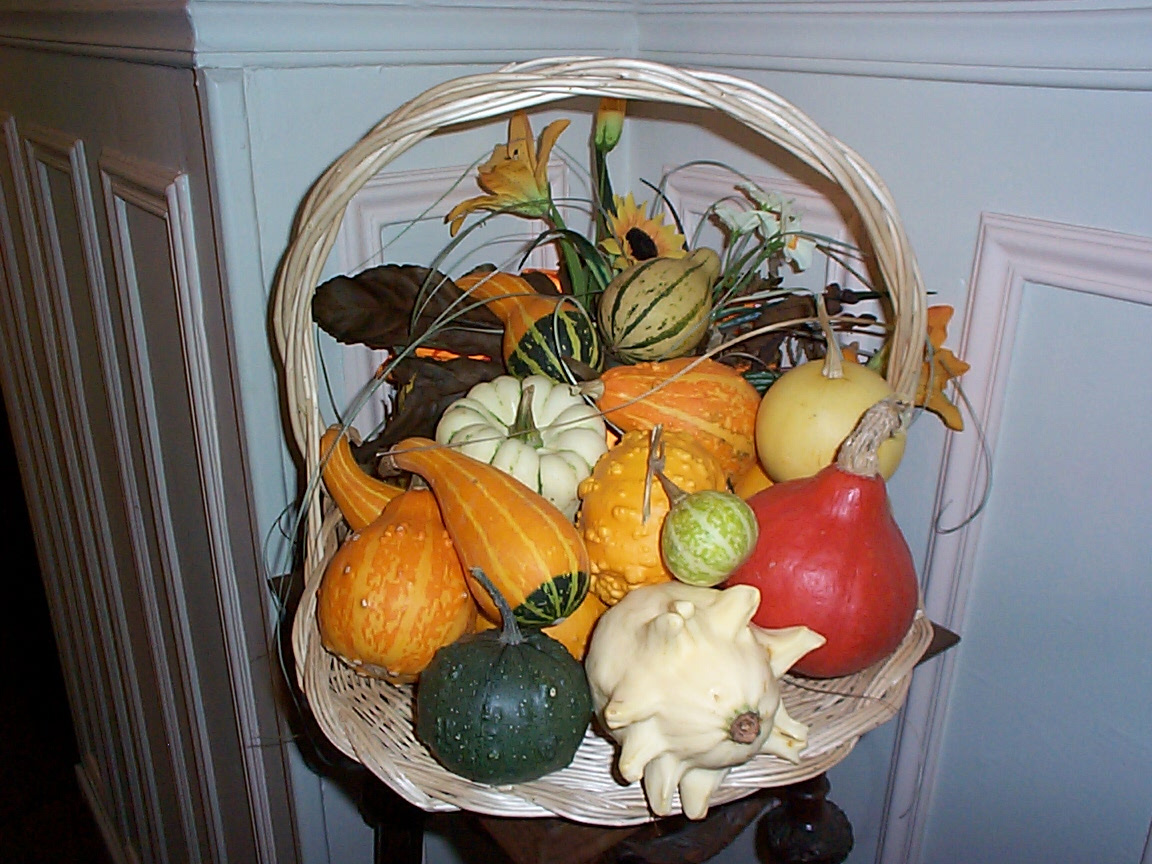
Plateau de coloquintes ornementales.

Des espèces décoratives non comestibles sont aussi vendues sous le nom de « coloquinte ». Il s'agit en fait d'une multitude de variétés sélectionnées pour leurs formes extravagantes et leurs couleurs contrastées. Elles appartiennent le plus souvent aux espèces de courges Cucurbita pepo et Cucurbita argyrosperma, ou de calebasses Lagenaria siceraria. La cire d'abeille est souvent utilisée pour la conservation des coloquintes, notamment en tant qu'éléments de décoration. Les coloquintes ornementales de petite taille peuvent sécher, et ainsi se conserver éternellement.
La coloquinte fait partie des plantes dont la culture est recommandée dans les jardins du domaine royal par le capitulaire De Villis.